# منتخب الدنمارك لكرة اليد للشابات
منتخب الدنمارك لكرة اليد للشابات هو ممثل الدنمارك الرسمي في المنافسات الدولية في كرة اليد للشابات
.